# 代田昭久
代田 昭久（しろた あきひさ、1965年5月8日- ）は、日本の実業家、教育者。佐賀県武雄市特別顧問、構造改革特別区域推進本部評価・調査委員会専門部会（教育部会）委員を務める。

## 教育・人物
2008年4月1日から2013年3月31日まで東京都杉並区立和田中学校の民間人校長を務めた。
和田中学校校長当時、男性教諭が起こした女子生徒へのわいせつ事件が発生。週刊金曜日によると、2011年1月に監督責任を問われて杉並区教育委員会から文書訓告の行政処分を受けた。週刊金曜日は、東京都教育委員会は一年近く「調査」と称して隠蔽し、代田はその間「教諭は病気休職」と報告していたと報道している。代田は後述する鎌倉市の教育長人事にまつわる問題の末、2013年4月7日の「鎌倉の新しい教育を考えるシンポジウム」に参加、わいせつ事件の隠蔽と虚偽の説明の真偽を尋ねられて、一切なく、事実無根だと答え、東京都教育委員会から処分はされておらず、杉並区教育委員会から文書訓告の「処置」を受けたのであって処分ではないのだと主張した。
2013年3月、神奈川県鎌倉市にて市長松尾崇が代田を同市教育委員会教育長候補の教育委員に選任する人事案を提出。3日の所信表明でわいせつ事件の処分について代田が「文書訓告ではなく、厳重注意だ」と虚偽の説明をしたことについて批判された。さらに市長が市議に渡した代田を教育長に推薦する国会議員の署名のある推薦書について、文章を代田が作成し国会議員にサインだけさせた自作自演であり、政治家を利用した猟官運動で、圧力をかけたとも批判された。代田は辞退を申し出たとされ、市長は提案を取り下げた。その後も3月22日に代田がテレビ番組で教育長を諦めていないことを発言、24日には市長が自身の政治団体「松尾たかしを応援する会」の開いた記者会見にて6月議会での人事案の再提案を公言した。代田は4月7日に「鎌倉の新しい教育を考えるシンポジウム」に参加、わいせつ事件の隠蔽と虚偽の説明の真偽を尋ねられると、一切なく、事実無根だと答え、東京都教育委員会から処分はされておらず、杉並区教育委員会から文書訓告の「処置」を受けたのであって処分ではないのだと主張し、教育長についてはもう一度やってみようと前向きにとらえていると述べた。
2013年8月以前に武雄市を訪問、全小中学生にタブレット端末を配布するため教育監に就任した。代田はICI授業に熱心でタブレット端末の円滑な導入による『反転授業で武雄市を学力日本一のまち』を目指し、抱負として「学校授業の大多数の時間が、先生から生徒への一方的な講義型スタイル。 授業の中だけだと、どうしても学びきれない子がいる。 わかった子はどんどん先に進めるし、わからない子は、絶対つまずきを残さないスタイルの授業を展開したい。」と語っている。
2015年12月18日、長野県飯田市議会にて教育長に任命された。2016年3月末に武雄市教育監及び武雄市立武内小学校校長を退職し、4月1日に飯田市教育長に就任し、2021年度まで務めた。また武雄市の特別顧問にも就任した。
代田の座右の銘は、「最善を尽くし、そして一流であれ」である。「日本のアメリカンフットボールの父」といわれるポール・ラッシュの言葉。夢は「文部科学大臣」、「そのポジションについたら、日本の教育観が変えられるからです」。兄は長野県で教師、両親も教員だった教育一家で育ったと語る。

## 経歴
- 1965年（昭和40年）- 5月8日、長野県下伊那郡鼎町（現：飯田市）出身。
- 1984年（昭和59年）- 3月、長野県飯田高等学校を卒業
- 1990年（平成2年）- 3月、慶應義塾大学経済学部を卒業
  - 4月、リクルート（現：リクルートホールディングス）入社（広告事業部営業部に配属、論文コンテスト新人賞を受賞）
- 1994年（平成6年）- 新規事業開発を担当
  - 「リクルートビジネススクール」を開設、校長に就任。
- 1998年（平成10年）-メディアファクトリーに出向。
- 2000年（平成12年）- 『21世紀への伝説史「長嶋茂雄」「王貞治」「ON日本シリーズ」』をプロデュース。
- 2002年（平成14年）- リクルートを退社。
- 2003年（平成15年）- 株式会社トップアスリートを設立。
- 2003年（平成15年）- 有限会社鎌倉かなえを設立、取締役社長に就任[22][23]。
- 2005年（平成17年）- 村上龍の『13歳のハローワーク』の公式サイトを開始。
- 2006年（平成18年）- 「13歳のハローワークマップ」を制作。
- 2007年（平成19年）- 東京都杉並区立和田中学校運営協議会の外部委員に就任。
- 2008年（平成20年）- 株式会社トップアスリート代表取締役を退任。
  - 4月1日、東京都杉並区立和田中学校の校長に就任[24][22][25][26][27]。
- 2009年（平成21年）- 6月2日、構造改革特別区域推進本部 評価・調査委員会専門部会 委員に就任[1]
- 2010年（平成22年）- 1月、和田中学校教諭のわいせつ事件を被害生徒の保護者が代田に電話するが、代田は同教諭を病気休職として隠蔽。
- 2011年（平成23年）- 1月、杉並区教育委員会にわいせつ事件の監督責任を問われて文書訓告の行政処分を受ける。
- 2013年（平成25年）- 3月6日、鎌倉市長松尾崇が代田を教育長候補の教育委員に選任する人事案を提出。
  - 3月7日、鎌倉市長松尾崇が人事案を撤回。
  - 3月31日、和田中学校校長を退任。
  - 10月1日、佐賀県武雄市教育監に就任[15][16][28] 。
- 2014年（平成26年）- 4月1日、武雄市立武内小学校に校長として赴任[29]。
- 2016年（平成28年）- 3月、武雄市教育監及び武雄市立武内小学校校長を退職[30]
  - 4月、長野県飯田市教育長に就任[31]、2021年度まで。武雄市の特別顧問に就任[32]。
- 2022年（令和4年）- 一般社団法人未来地図を設立。代表理事に就任。

## 著書
- 『校長という仕事』ISBN 9784062882453 講談社（2014/1/17）